# أ. جو فيش
أ. جو فيش (بالإنجليزية: A. Joe Fish)‏ هو قاضي ومحامي أمريكي، ولد في 12 نوفمبر 1942 في لوس أنجلوس في الولايات المتحدة.